# Umberto Galimberti
Umberto Galimberti, italijanski filozof, psihoanalitik in profesor, * 2. maj 1942, Monza.
Umberto Galimberti se je rodil 2. maja 1942 v Monzi. Je avtor številnih izvirnih znanstvenih in poljudnoznanstvenih del, prevodov in strokovnih objav v raznih italijanskih medijih. Njegova dela so bila prevedena v več jezikov; knjige, Grozljivi gost: nihilizem in mladi, O ljubezni, Miti našega časa in Besedo imajo mladi tudi v slovenščino.

## Življenjepis
Umberto Galimberti je študiral filozofijo, antropologijo in psihologijo najprej v Italiji in nato še v Nemčiji. Študij filozofije je potekal na katoliški univerzi Università Cattolica del Sacro Cuore v Milanu. Hkrati je Galimberti študiral tudi na Univerzi v Baslu, kjer je spoznal filozofa in psihoanalitika Karla Jaspersa (svojega profesorja), o katerem je napisal diplomsko nalogo z naslovom: Filozofska logika Karla Jaspersa. Tudi po koncu študija je imel Jaspers nanj velik vpliv, saj se je veliko ukvarjal z njegovo filozofijo, ki jo je prevajal v italijanščino in s tem kar precej pripomogel k njeni razpoznavnosti. S tem je Galimberti postal najpomembnejši prevajalec in promotor njegove filozofije. Poleg mentorstva ter vloge profesorja, ga je Jaspers spodbujal tudi k utrjevanju vezi med filozofijo in psihopatologijo. 
Leta 1983 je postal profesor filozofije zgodovine. Do leta 1987 je na gimnaziji v Monzi učil filozofijo, čeprav je med tem (leta 1986) postal tudi profesor kultne antropologije na Filozofski fakulteti Univerzi v Benetkah, od koder se je upokojil. Leta 1999 je Galimberti postal profesor psihodinamike. Poučeval je tudi filozofijo morale. 
Od leta 1987 do leta 1995 je sodeloval z italijanskim časnikom il Sole 24 Orein, kasneje pa še z La Repubblica, kjer je objavljal prispevke o aktualnih vprašanjih značaja kulture. Od leta 1985 je Galimberti redni član Mednarodnega združenja analitične psihologije, poleg tega pa je leta 2003 postal še podpredsednik Italijanskega združenja filozofskega svetovanja »Phronesis«.

## Dela
Galimberti je avtor številnih izvirnih znanstvenih in poljudnoznanstvenih del, prevodov ter strokovnih objav v raznih italijanskih medijih. Njegova dela so bila prevedena v več jezikov.
V svojih delih se pogostokrat sklicuje na ideje in dela drugih filozofov ter avtorjev, kot so Friedrich Nietzsche, Karl Jaspers, Martin Heidegger, Emanuele Severino, Ludwig Binswanger in Carl Gustav Jung.
Med Galimbertijevimi najpomembnejšimi deli omenimo: Il corpo (1983), La terra senza il male (1984), Psiche e techne – L'uomo nella età della tecnica (1999), Le cose dell amore (2004; prev. O ljubezni, 2016) in I miti del nostro tempo (2009; prev. Miti našega časa, 2011).

### Ideje
Je eden najvidnejših predstavnikov psihoanalitične šole, ki se je precej neenotno razvila v drugi polovici 20. stoletja, tako da pravzaprav nima nekega enotnega imena. Gre za miselni tok, ki se tesno navezuje na psihologijo, delno tudi na antropologijo in religiologijo. Zanj je značilna filozofska obravnava tem, ki jih ponuja analitična psihologija s C. G. Jungom, antična filozofija (predvsem Platon) in tiste smeri antropologije in religiologije, ki se ukvarjajo z arhaičnimi religijami in miti. Njegova filozofija temelji na predpostavki, da filozof ne živi v trdnjavi znanja, racionalnosti in logike, ampak sredi življenja neke skupnosti, človek med ljudmi, kateremu znanje, racionalnost in logika ne onemogočajo, ampak šele dovoljujejo, da se sooča z realnostjo svojega časa.
Galimberti pogostokrat razmišlja o izzivih sodobne družbe, pri čemer uporablja primerne metode analize in sinteze, vendar pa ne zavrača antičnih in celo arhaičnih oblik modrosti. Njegov človek je celota, ne le seštevek organov ali kontrapozicija duha in telesa. Temu človeku pomaga filozof, ki ni več le akademik, ampak tudi učitelj, pomočnik ali vodnik.
Po njegovem mnenju je trenutna kriza drugačna od prejšnjih, ki se jim je Zahod znal prilagoditi. Pozitivnost in optimizem so zamenjali pesimizem, nemoč, žalost, osamljenost, egoizem.
Galimberti povezuje položaj mladih, njihovo zatekanje v svet drog, naraščajočo depresijo, ki je nadomestila oblike nevroz s sistemom, v katerem živimo, tj. s kapitalizmom. Kopičenje profita postaja ultimativni cilj. Logika zaslužka je zasenčila vse aspekte našega življenja. V službah se morajo ljudje priličiti delovanju računalnika, pomembna je le njihova učinkovitost. Delo človeku ne daje smisla, ampak prej vzbuja tesnobo in anksioznost. Tovrstni pritiski so družbeni razlogi za porast depresije. Ljudje posegajo po drogah tudi zato, da bi zdržali zahteve svojih služb. K temu dodaja uveljavljeno modrost, da so naši predniki imeli manj dobrin, a so bili veliko bolj srečni.
Vse bolezni današnjega časa Galimbertija pripeljejo tudi do premisleka o usodi Evrope. Ta ga spominja na čas razpadanja Rimskega cesarstva in vdiranja barbarov. Njeno rešitev vidi v večji centralizaciji po vzoru ZDA. Imigrantsko vprašanje po njegovem terja predvsem smiselno vključitev beguncev iz Afrike v opustele evropske vasi.
Galimberti je prepričan, da živimo v svetu, kjer je prihodnost nepredvidljiva in nam nič ne obljublja, ampak predvsem grozi. Izobrazba in trud nista več jamstvi, da bomo v prihodnosti preživeli. Situacija ustreza Nietzschejevemu razumevanju nihilizma, ko ni več ciljev, ko ni odgovorov na vprašanje »Zakaj?« in ko zmanjka vrednot. Okvir upanja, vizij prihodnosti spada h krščanskemu razumevanju sveta. Optimizem religije odrešitve, kot Galimberti poimenuje krščanstvo, je s smrtjo Boga pošel.

## Dela v slovenščini
Tri izmed njegovih knjig so bile prevedene tudi v slovenščino: Grozljivi gost: nihilizem in mladi (2009), Miti našega časa (2011) in O ljubezni (2016). Grozljivi gost: nihilizem in mladi ter Miti našega časa sta bili že večkrat ponatisnjeni. S Slovenijo, ki jo redno obiskuje, ga povezujejo tudi osebne vezi. Svoja razmišljanja je na javnem predavanju v Cankarjevemu domu, poleti 2015, podelil tudi s slovensko javnostjo.
V slovenščini je tudi mnogo njegovih člankov:
- Človek v dobi tehnike. (Obrazi Evrope, 2008).

- Mladi živijo le ponoči. Podnevi jih nihče ne potrebuje. (Ona, 2009).

- Ni rešitve, ljudi je preprosto preveč. (Pogledi, 2013).

- Še o mitih našega časa: Gorica, 10. novembra 2011. (2012).

- Tudi ideje lahko zbolijo. (Delo, 2013).

Knjiga Miti našega časa je dostopna tudi v Braillovi pisavi.
Za revijo Mladino je tudi večkrat podal intervjuje in govoril o svojih knjigah:
- "Danes ljudje ne trpijo več za seksualnimi travmami, kakršne je nekoč obravnaval Freud ..." (2009).

- Pomanjkanje nas premika : Umberto Galimberti : italijanski filozof o novih boleznih mišljenja. (2013).

- Sedimo na tempirani bombi. (2012).

- Umberto Galimberti: filozof. (2016).

### Grozljivi gost: nihilizem in mladi
Grozljivi gost je filozofsko-psihološka analiza današnje mladine in vseh pojavov, ki jih povezujemo z njo, predvsem nihilizma, ki je rdeča nit tega dela ter razvrednotenja vrednot, relativizma današnjega sveta, uniformiranosti, čustvene nepismenosti, drog, depresije ...
Galimberti je zelo oster in kritičen, vendar ne poskuša moralizirati. Sam namreč ne krivi mladih samih, temveč skuša bralcu pokazati družbeni kontekst, ki jih obdaja. Vse podkrepi še s citati znanih filozofov in drugih avtorjev (Nietzsche, Heidegger, Hegel, Freud …) 
Njegova knjiga o »grozljivem gostu« je dosegla tudi tiste bralce – na primer starše, učitelje, socialne in pedagoške delavce ter nazadnje dijake – ki se običajno ne spuščajo v analizo nietzschejanske kritike. Nihilizem, ki ga bralcu predstavlja Galimberti, je razumljiv, dosegljiv in s tem še veliko bolj grozeč. Ni literarni konstrukt, ni filozofska smer; je nekaj otipljivega, nekaj, kar celi generacij zamegljuje pogled v prihodnost.

### Miti našega časa
V knjigi Miti našega časa (I miti del nostro tempo, 2009) kritično presoja ustaljene predstave o vrsti pomembnih vprašanj in pojavov, ki zaznamujejo naše življenje. V uvodu začne z: "V nasprotju z idejami, ki jih mislimo, so miti ideje, ki si nas lastijo. Ne vladajo nam z razumskimi sredstvi, temveč s pomočjo psiholoških mehanizmov, zasidranih v globini naše duševnosti, kamor žarek razuma težko prodre. Kajti miti so preproste ideje, ki jih povzdignemo v mit, ker so udobne, ne povzročajo težav, omogočajo lažjo presojo, skratka, dajejo nam občutek varnosti in nam odvzemajo dvome o naši podobi sveta, tako da nas nemir spraševanja ne sili več, da bi jo razvijali." 
Umberto Galimberti zna nagovoriti sodobnega človeka, ki so se mu miti strnili v pojme oz. parole. V tem delu obravnava pojave sodobne družbe, ki so izgubili vsakršno razsežnost arhaične pripovedi in s tem postali samoumevni – aksiomi 21. stoletja. Tehnika, rast, napredek, mediji, lepota, moda, mladost, psihoterapija, varnost: to so teme, ki jih človek vsrkava po principu samoumevnosti, brez razmisleka, brez interpretacije.
Galimbertijeva znana teza je, da ne obstajajo le bolezni telesa ali duševne bolezni, pač pa tudi bolezni duha. Zbolevajo torej tudi naše ideje. To dejstvo je pomembno, saj si z idejami namreč urejamo vsakdan, oblikujemo smisel našega sveta – ljudje namreč ne živimo v svetu, ampak v lastni predstavi o njem. A uveljavljene ideje, ki si nas lastijo in s tem krojijo naš svet, je treba podvreči dvomu in analizi, je prepričan Galimberti. Filozof se v svojem razkrajanju in preganjanju mitov sklicuje razna dela, od sodobnejših filozofov in teoretikov pa so mu pogosto v pomoč Friedrich Nietzsche s konceptom nihilizma, psihoanaliza Sigmunda Freuda in C. G. Junga, pa na primer tudi obravnava tehnike pri Martinu Heideggerju.

### O ljubezni
V svoji razpravi O ljubezni (Le cose dell' amore, 2004) s filozofskega, sociološkega in psihološkega stališča preiskuje zapleteni skupek dogajanj, ki se imenujejo ljubezen. Zanj ljubezen predstavlja nekaj neracionalnega: "Ko ljubimo, ne razmišljamo racionalno, sicer bi šlo za igranje na odru, za pretvarjanje. Ljubezen omogoča, da naša norost pride na površje. Ljubezen našo 'norost' postavi v ospredje: zaljubim se v osebo, ki razume kakovost moje norosti. To pomeni, da sem pred ljubljeno osebo nag, še preden se slečem. Druga oseba mi omogoči, da se potopim v svojo norost. Ljubezen predrugači človeka. Njegov jaz po izkušnji ljubezni, četudi je nesrečna, ni več takšen, kot je bil prej. Ljubezen nas naredi drugačne, ker se soočimo s svojo norostjo, jo spoznamo. Tako je ljubezen pravzaprav odnos med našo norostjo in racionalnostjo." 
Poglobi se v bistvene modalitete človeškega bivanja: transcendence, svetega, prepovedanega, rojstva, smrti, samote. Po analizi fenomena ljubezni, se posveti še duševnim procesom, ki ustvarijo možnost za ljubezensko dogajanje. Zvrstijo se poglavja o ljubezni v povezavi s strastjo, poželenjem, spolnostjo, idealizacijo ljubljene osebe, občutenjem sramu, ljubosumjem, poistovetenjem, željo po posedovanju in blaznostjo.

## Televizijske oddaje
- Zgodbe o Corradu Augiasu (Le Storie di Corrado Augias). Galimberti razpravlja o svoji knjigi Grozljivi gost: nihilizem in mladi.

- Zgodbe o Corradu Augiasu (Le Storie di Corrado Augias). Galimberti razpravlja o svoji knjigi Cristianesimo. La religione dal cielo vuoto.